# جمال الدین بونو
جمال الدین بونو (انگلیسی: Djamalldine Bounou؛ زادهٔ ۱۵ آوریل ۱۹۹۱) بازیکن فوتبال اهل فرانسه است.
از باشگاه‌هایی که در آن بازی کرده‌است می‌توان به اشاره کرد.
وی همچنین در تیم ملی فوتبال اتحاد قمر بازی کرده‌است.